# Laterallus jamaicensis tuerosi
Laterallus jamaicensis tuerosi  of junínral is een ondersoort van de zwarte dwergral (L. jamaicensis) die voorkomt in Peru. Door BirdLife International wordt hij als aparte soort beschouwd, met status bedreigd op de Rode Lijst. Het is een vogel uit de familie van de rallen, koeten en waterhoentjes (Rallidae).

## Kenmerken
De vogel is 12 tot 13 cm lang. Deze ral is overwegend donker, leigrijs. Hij lijkt op de zwarte ral, maar de onderstaartdekveren zijn egaal roodbruin, de bovendelen zijn wit gebanderd (de zwarte ral heeft vage witte stippels) en de poten zijn veel lichter van kleur.

## Verspreiding en leefgebied
Het is een endemische vogelsoort die alleen voorkomt aan de oevers van het Junínmeer, gelegen in de hooglanden van de Andes op 4080 m boven zeeniveau in Midden-Peru. Het voorkomen is bekend van twee locaties, maar waarschijnlijk zijn er meer plaatsen in het 150 km2 grote moerasgebied rond het meer waar de vogel verblijft. Mogelijk is de vogel daar zelfs algemeen.
Het leefgebied is niet goed onderzocht, maar bestaat waarschijnlijk uit dichte moerasvegetaties met russen en mossen.

## Status
De junìnral heeft een beperkt verspreidingsgebied en daardoor is de kans op uitsterven aanwezig. De grootte van de populatie werd in 2000 door BirdLife International geschat op 600 tot 1700 individuen en de populatie-aantallen nemen af door habitatverlies. Het leefgebied wordt aangetast door verkeerd waterbeheer, vervuiling met afvalwater van de mijnbouw en droogteperioden. Bij droogvallen van het gebied wordt de vogel ook kwetsbaarder voor predatie door de colocolokat (Leopardus colocolo). Om deze redenen staat deze soort als bedreigd op de Rode Lijst van de IUCN.